# Nettapus pulchellus
Nettapus pulchellus е вид птица от семейство Патицови (Anatidae).

## Разпространение
Видът е разпространен в Австралия, Индонезия, Източен Тимор и Папуа Нова Гвинея.